# Hypholoma fasciculare
Hypholoma fasciculare (William Hudson, 1778 ex Paul Kummer, 1871) din încrengătura Basidiomycota, în familia Strophariaceae și de genul Hypholoma, denumită în popor ghebă pucioasă, bureți de lemn, ciuciuleți nebuni sau ciuperci pucioase, este o  specie saprofită de ciuperci otrăvitoare. Buretele se poate găsi în România, Basarabia și Bucovina de Nord mai ales pe vreme răcoroasă, crescând pe cioturi (de asemenea aflate în descompunere) mai ales de foioase dar și de rășinoase în tufe mari (uneori formate din zeci de exemplare). Această ciupercă comună și multianuală se dezvoltă de la câmpie la munte, din (martie) aprilie până în noiembrie (decembrie).

## Taxonomie

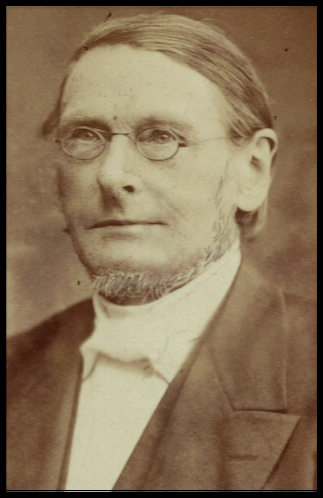
Paul Kummer

Numele binomial a fost determinat de botanistul și micologul englez William Hudson (1730-1793) sub denumirea Agaricus fascicularis, de verificat în volumul 2 al operei sale Flora anglica din 1778.
În marea sa lucrare Der Führer in die Pilzkunde din 1871, micologul german Paul Kummer a determinat mai întâi genul și a transferat între altele și această specie la acest gen nou sub păstrarea epitetului. Acest taxon este valabil până în prezent (2024).Toate celelalte sinonime nu sunt folosite și pot fi neglijate.
Epitetul specific este derivat din cuvântul latin (latină fascicularis= în mănunchiuri, îngrămădiți), referindu-se la obiceiul ciuperci de a crește în pâlcuri.

## Descriere

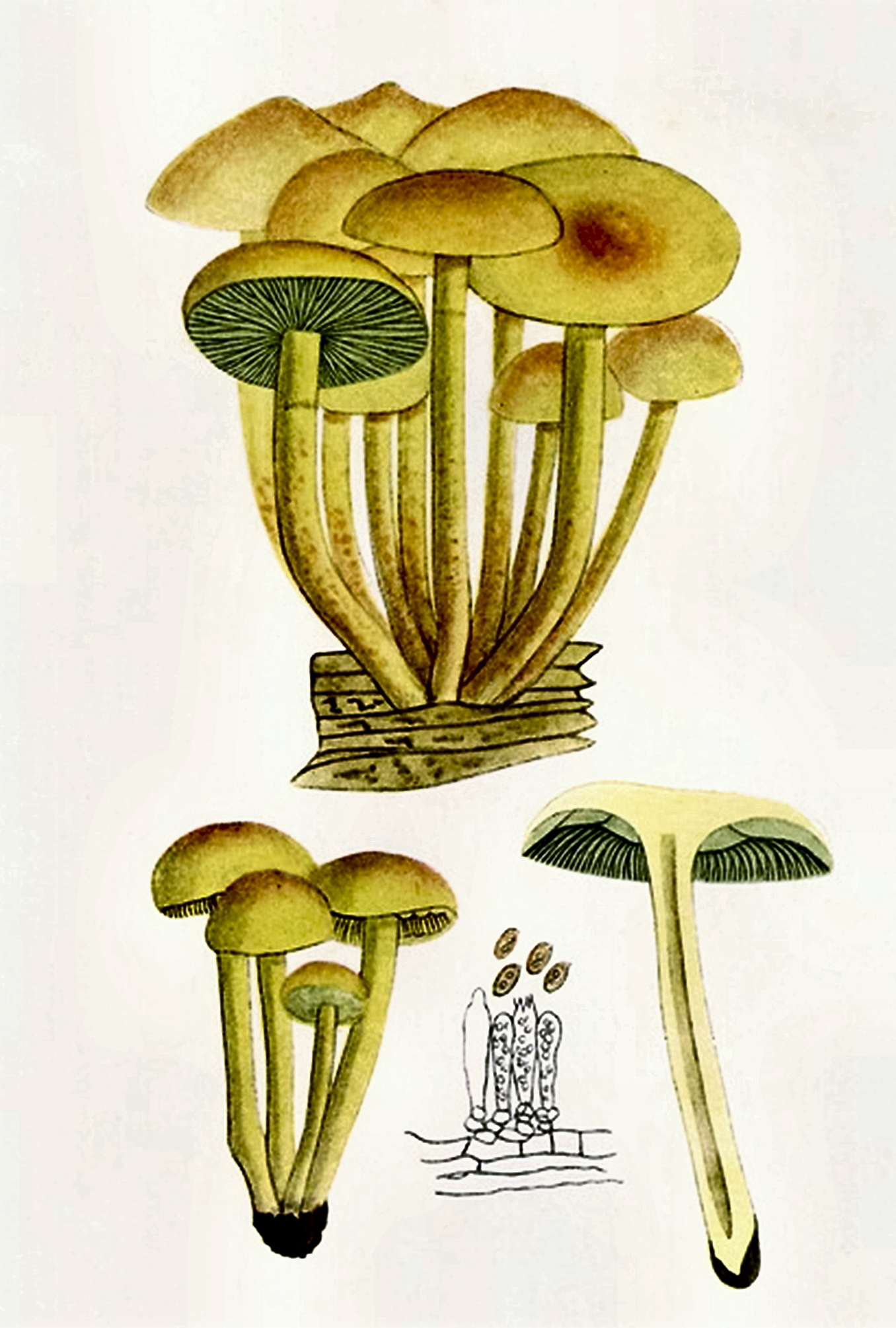
Bres.: H. fasciculare

- Pălăria: are un diametru de 2-7 (9) cm, este subțire (în special spre margine), la început emisferică, aplatizând odată cu maturizarea, atunci ori cu un gurgui central foarte extins, ori cu o mică adâncitură. Ea prezintă în urma vălului parțial fragmente galben-maronii la margine. Cuticula netedă și lucioasă tinde de la un galben-sulfuric aprins până la verzui (la bătrânețe cu tonuri de maro), fiind în zona centrală mai închisă, portocaliu-ruginie.
- Lamelele: sunt înguste, foarte dese, înalte și aderente la picior, fiind la început gălbuie, apoi ocru, devenind cu vârsta verde-oliv și la bătrânețe maro închis.
- Piciorul: are o înălțime de 4-8 cm și o lățime de 0,3-0,7 (1) cm, este cilindric, adesea ușor curbat, fibros și fragil cu urmele unui inel fals. În tinerețe se află, între picior și pălărie o cortină galbenă foarte fină care  pe o parte rămâne lipită de marginea pălăriei, formând o membrană subțire și franjurată, pe alta lipită de picior ca un inel fals care dispare după scurt timp (rest al vălului parțial = velum partiale, vezi sus). Inițial plin, devine cu timpul gol pe dinăuntru. El este de aceeași culoare cu pălăria, dar cu nuanțe mai palide. La bază are tendința să devină maroniu.
- Carnea: este subțire, fragedă și galbenă, cu un miros nu neplăcut ușor amărui și gust amar care însă dispare după pregătire.[4][5]
- Caracteristici microscopice: are spori foarte mici, elipsoidali și brun-purpurii, având o mărime de 6–8 × 3,5–4 microni. Basidiile cilindrice, în formă de măciucă poartă 4 sterigme fiecare și măsoară 25-30 x 5-7 microni. Cistidele au aspectul unei sticle și o mărime de 30-40 x 7-10 microni.[9]
- Reacții chimice: Coaja piciorului se decolorează cu Hidroxid de potasiu mai întâi portocaliu, apoi negru, carnea cu sulfat de fier inițial verde, mai târziu verde-negricios și carnea precum coaja piciorului cu tinctură de Guaiacum repede albastru-verzui.[10]

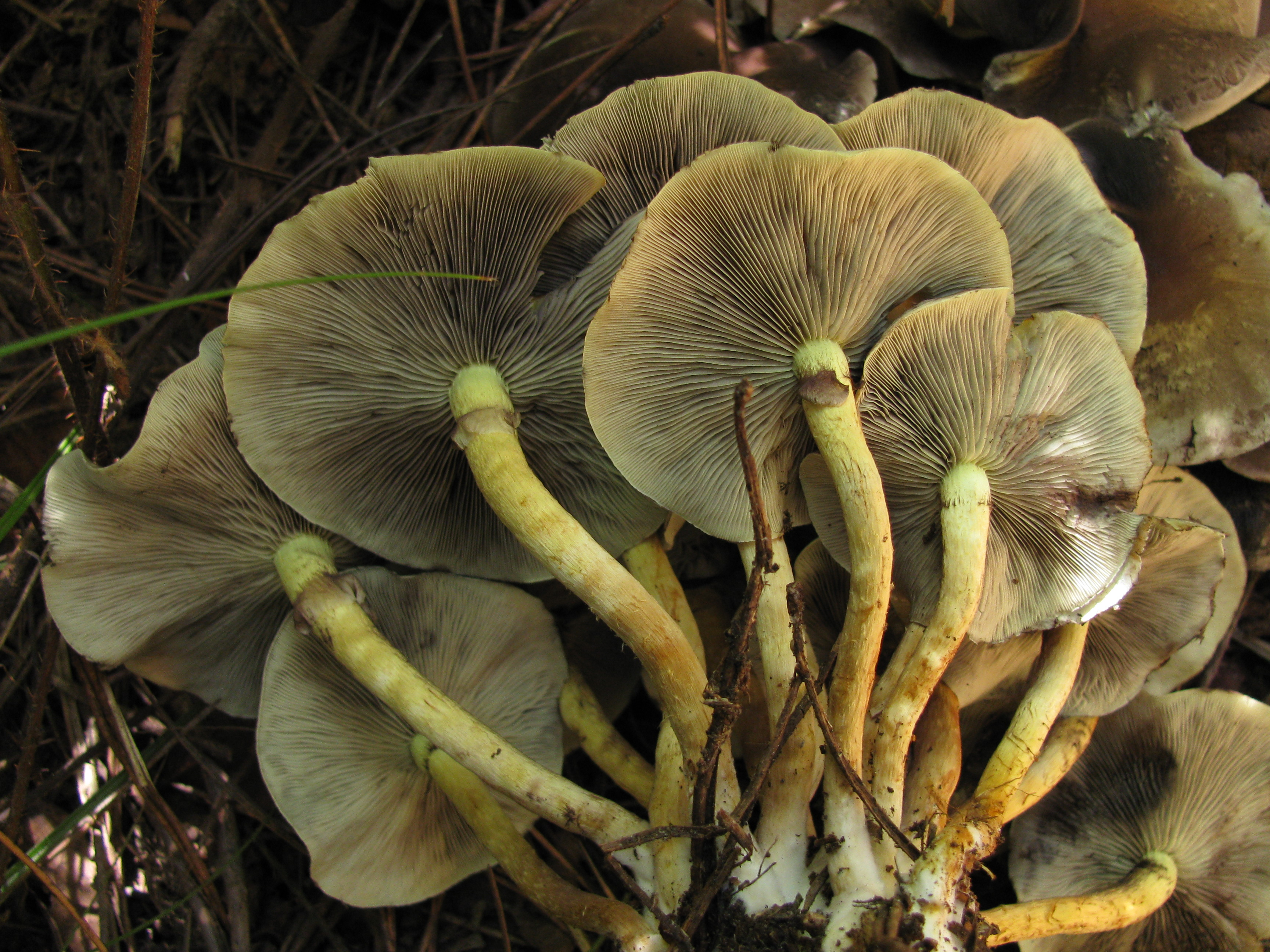
H. fasciculare, lamele și picior
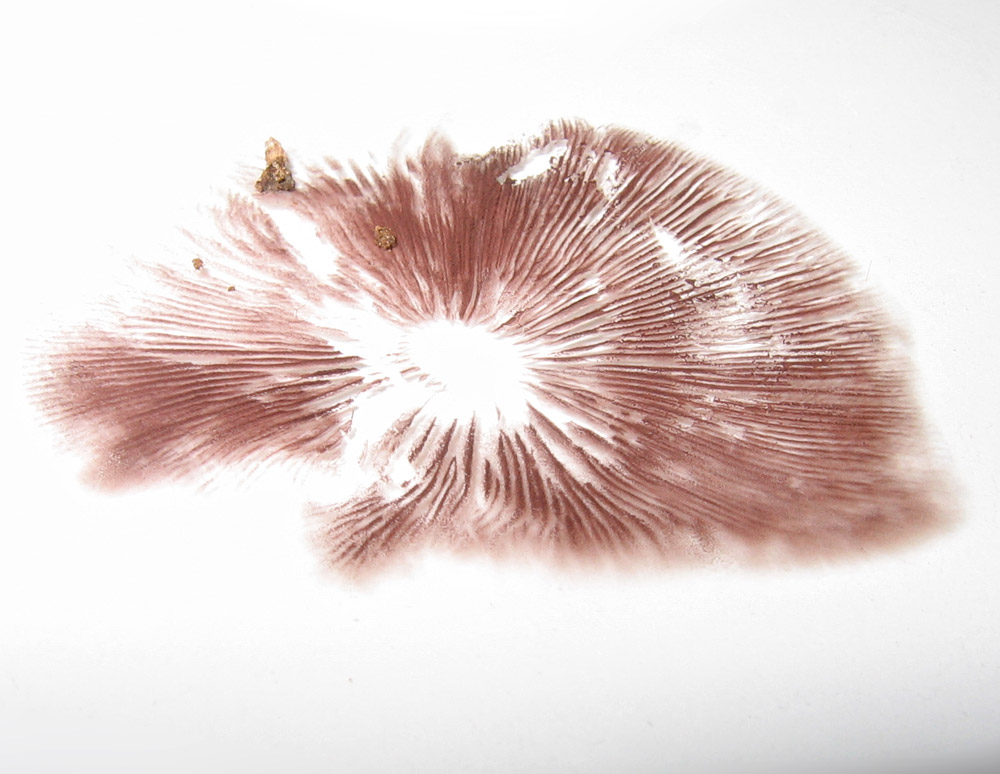
H. fasciculare, pulberea sporilor
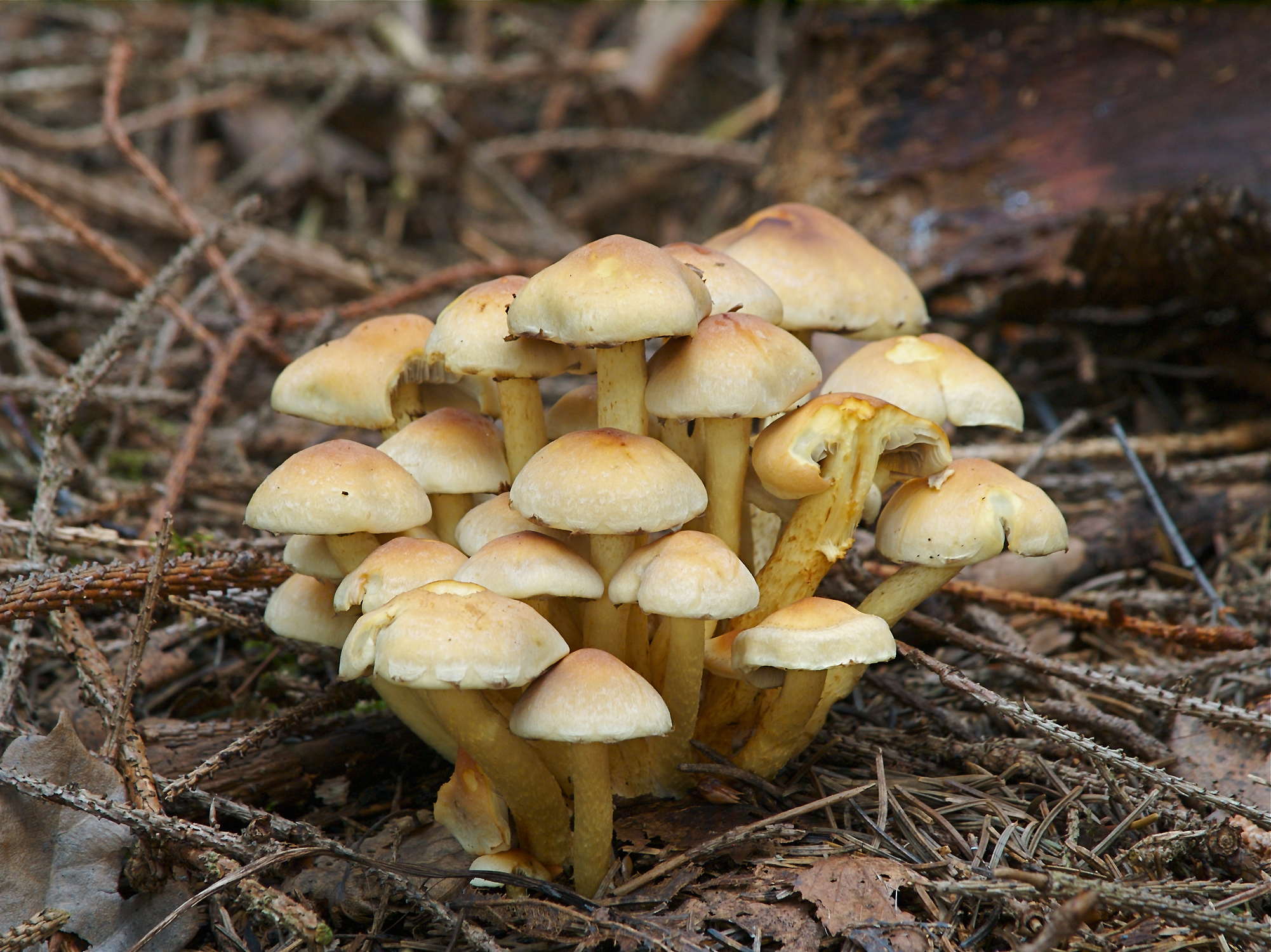
H. fasciculare, colorit posibil 1
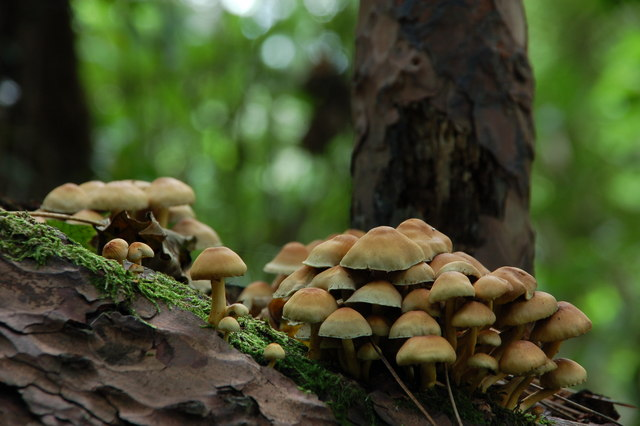
H. fasciculare, colorit posibil 2
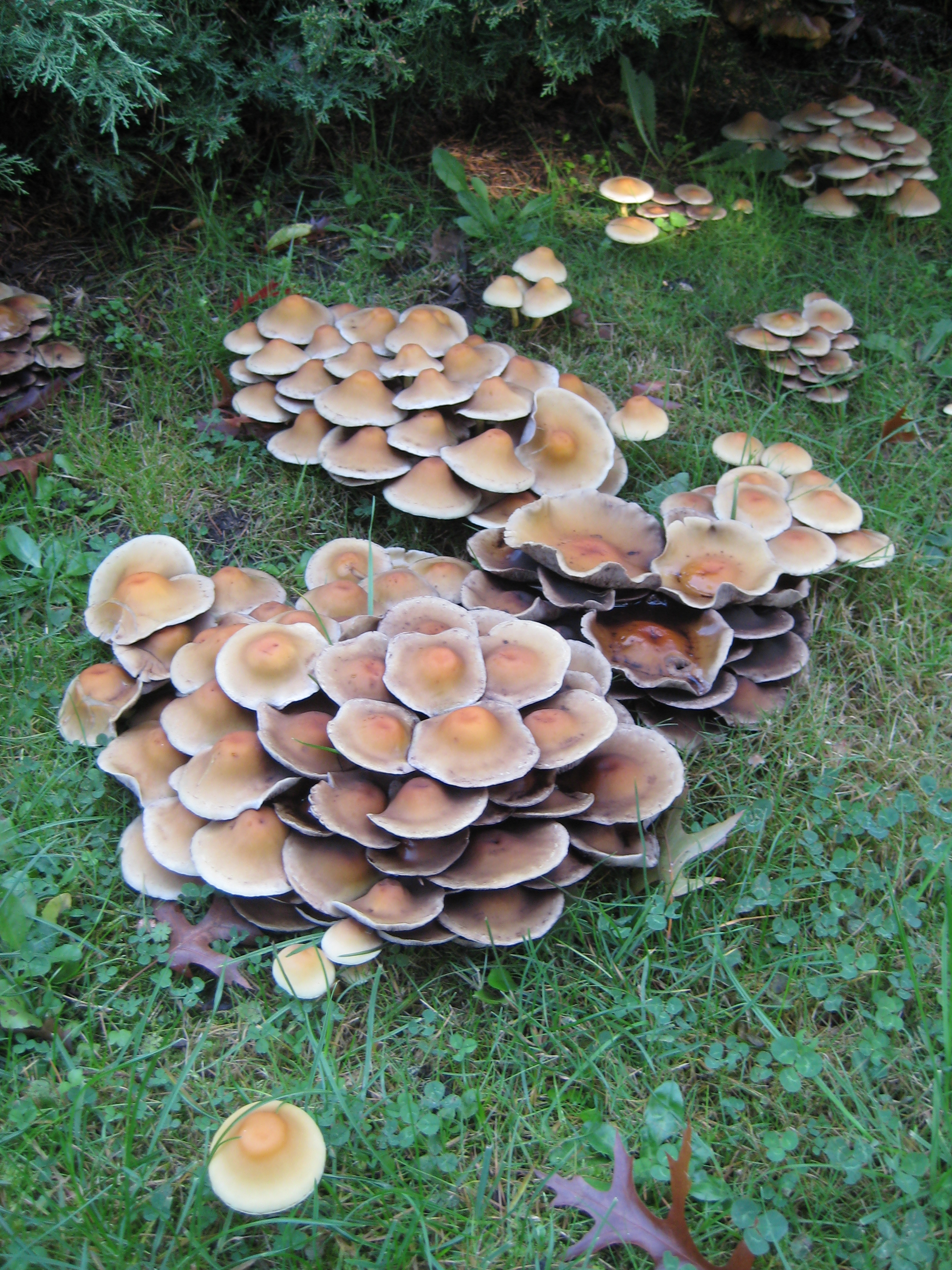
H. fasciculare, colorit posibil 3
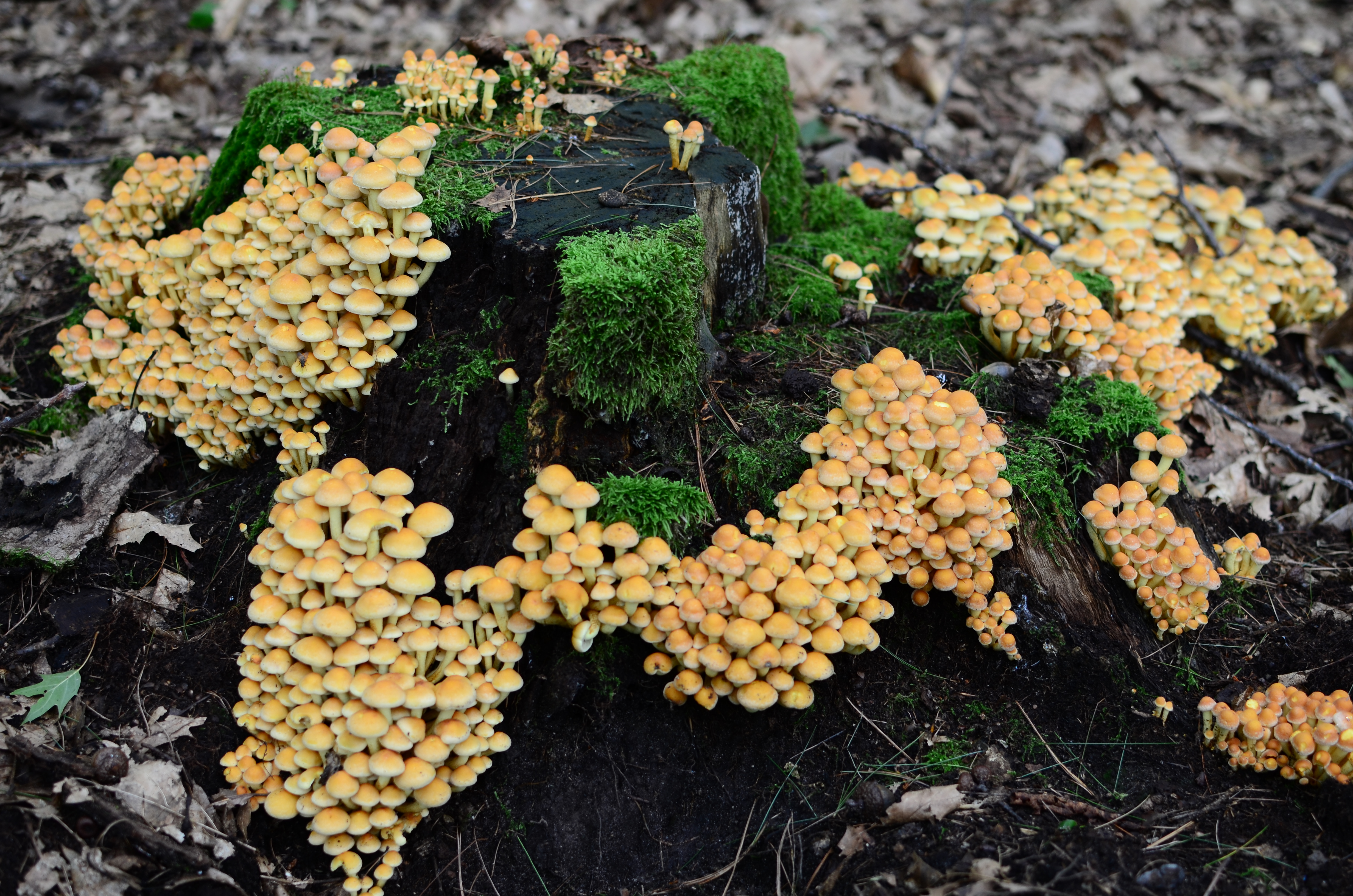
H. fasciculare, tufe

## Confuzii
Hypholoma fasciculare poate fi confundată cu alte specii saprofite crescătoare pe lemn atrofiat ca de exemplu cu letala Galerina marginata  sau delicioasele Armillaria mellea, cu comestibilele Flammula alnicola sin. Pholiota alnicola (comestibilă) Kuehneromyces mutabilis, sin. Galerina mutabilis, Pholiota mutabilis (gheba ciobanilor), Flammulina velutipes (ciuperca de iarnă) sau Psathyrella piluliformis. Mai departe o confuzie este posibilă cu  Hypholoma capnoides (comestibil), Hypholoma ericaeoides (necomestibil),  Hypholoma lateritium sin. Hypholoma sublateritium (otrăvitor), Hypholoma marginatum (necomestibil), Hypholoma radicosum sin. Hypholoma epixanthum (necomestibil), Hypholoma ericaeoides (necomestibil),  sau Stropharia aurantiaca (necomestibil).

## Specii asemănătoare în imagini

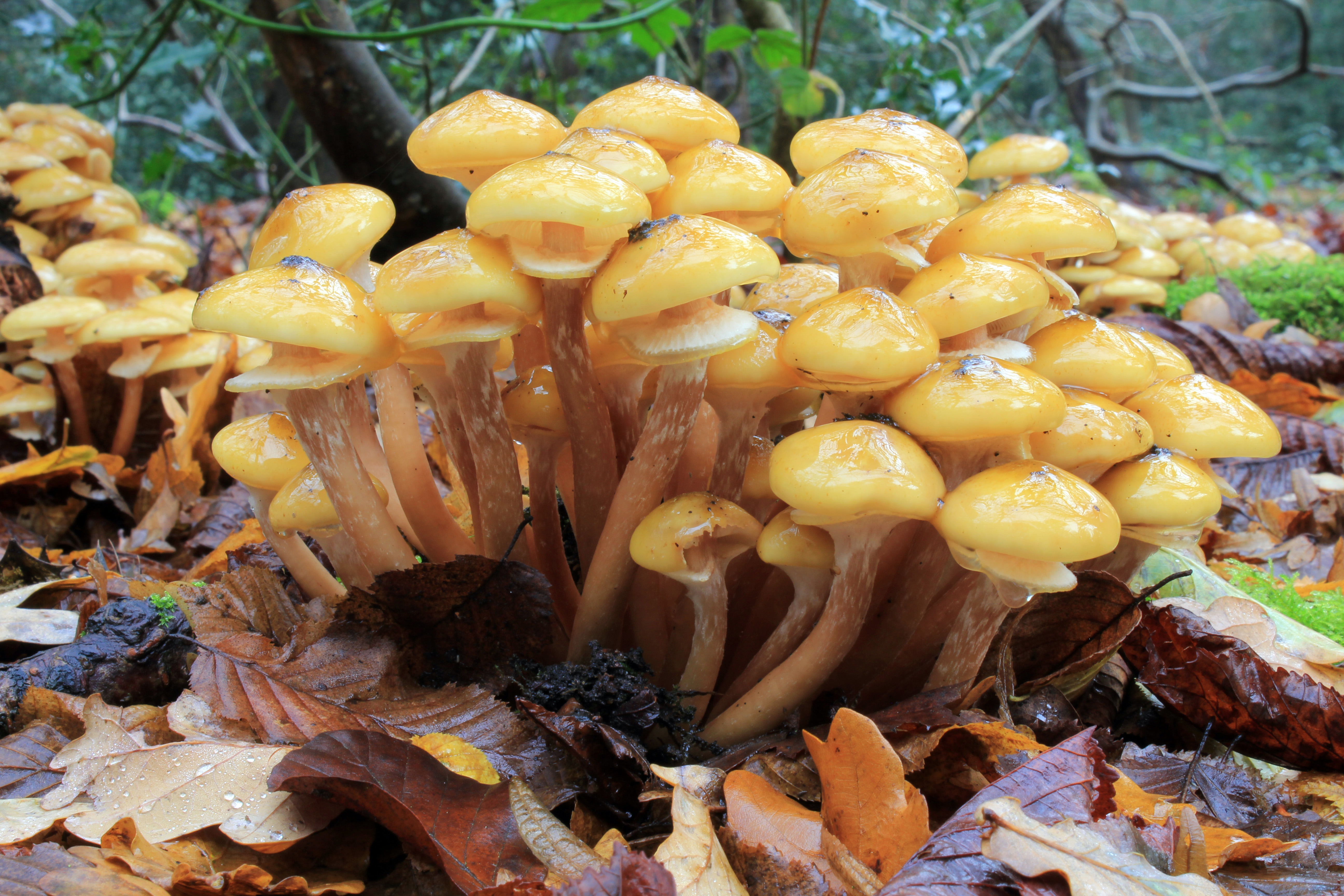
Armillaria mellea
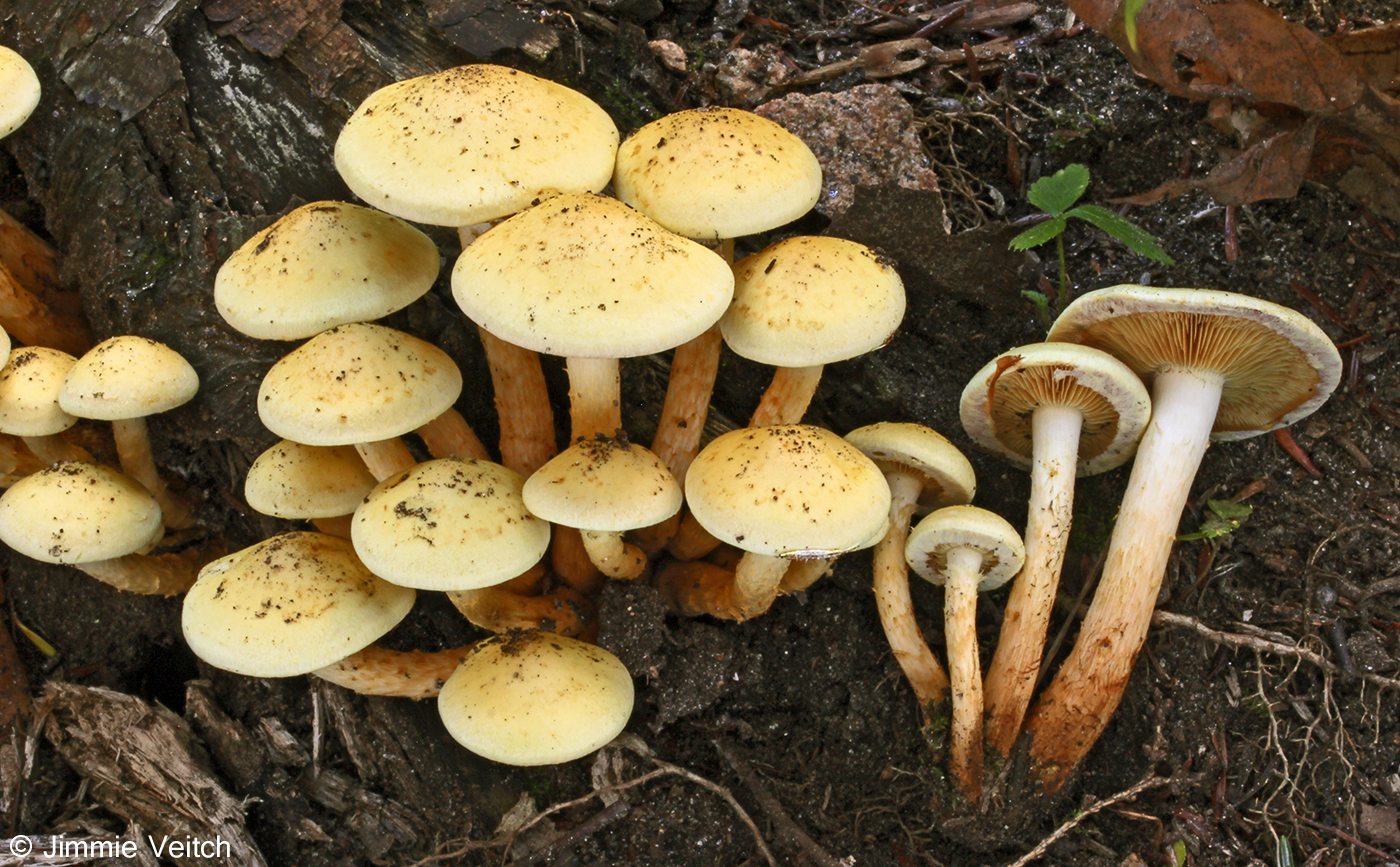
Flammula alnicola sin. Pholiota alnicola
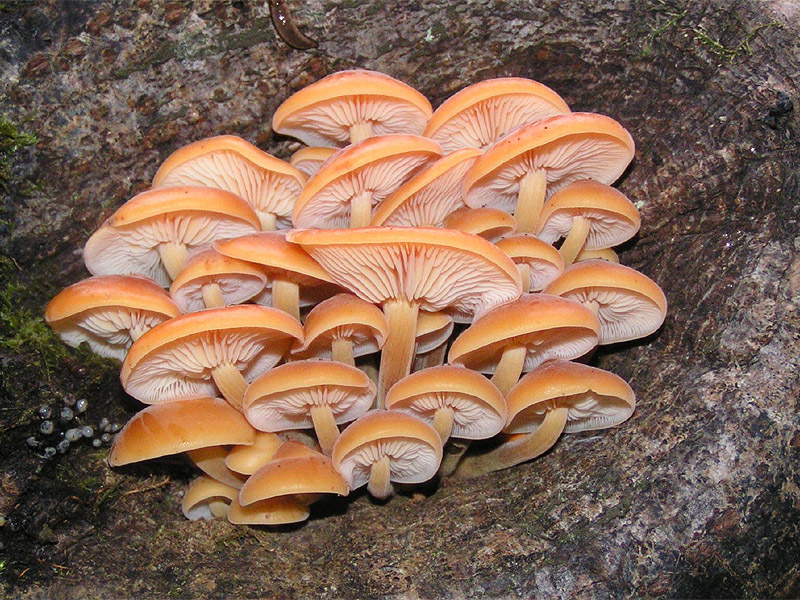
Flammulina velutipes
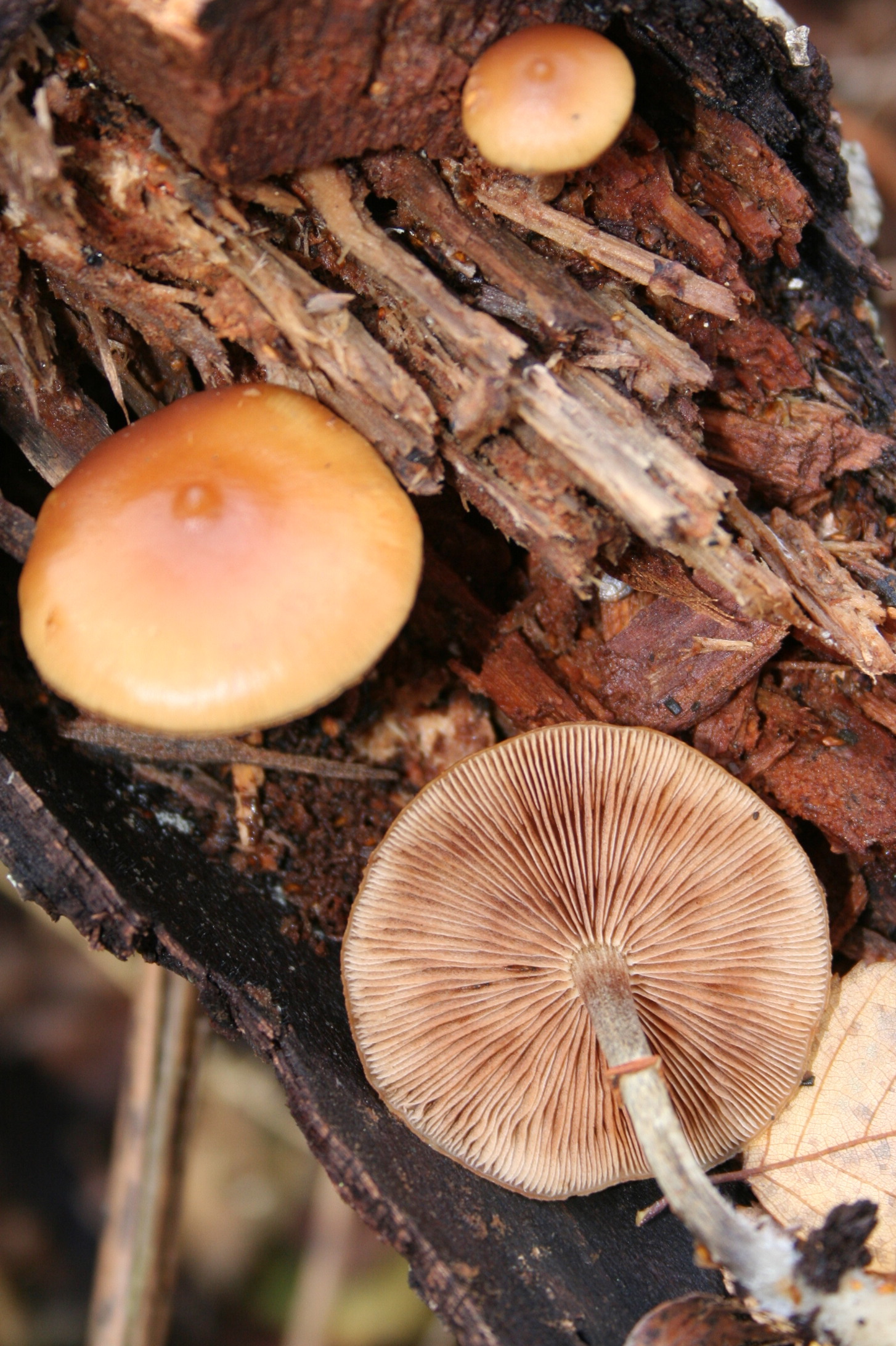
!!!Galerina marginata!!!
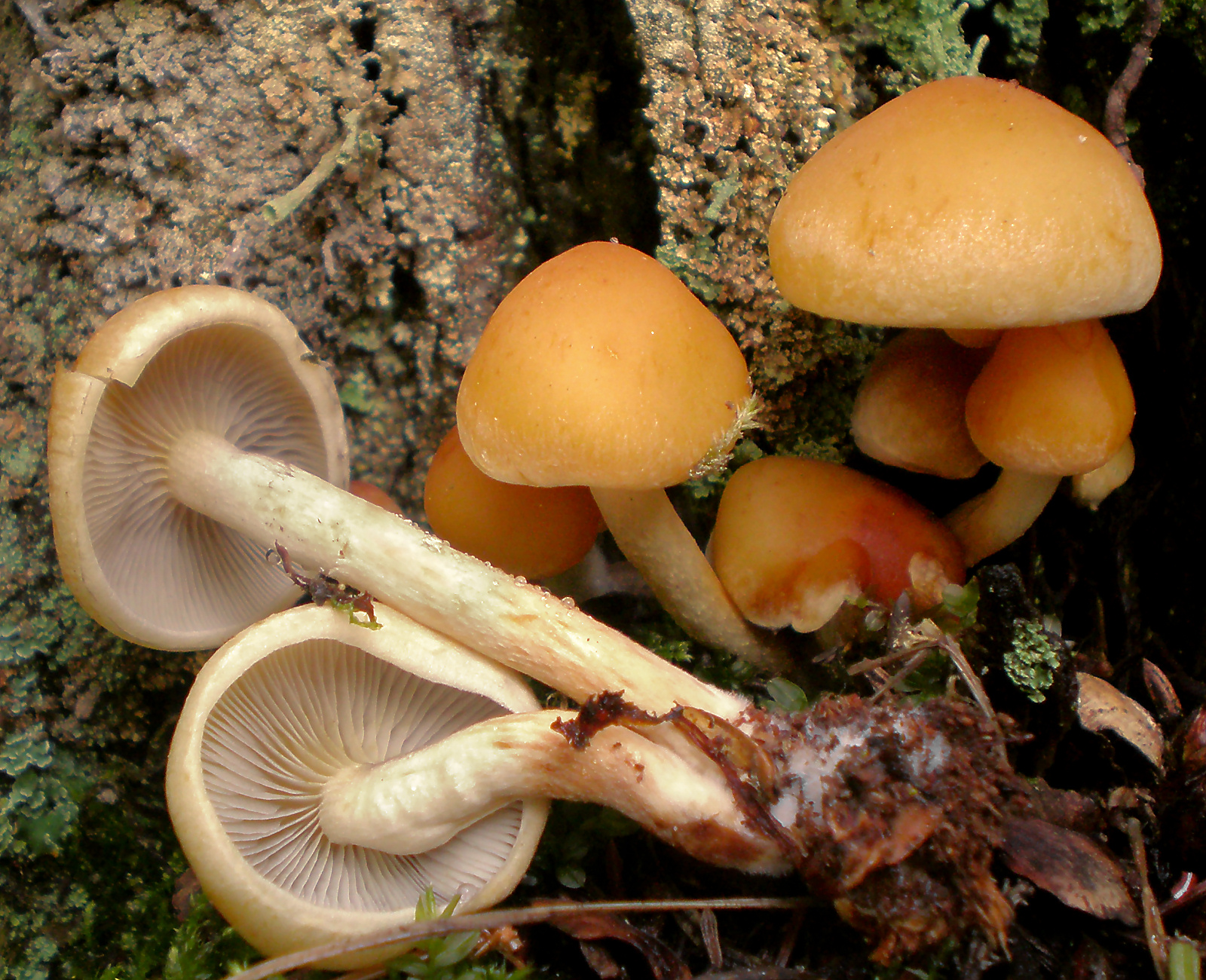
Hypholoma capnoides
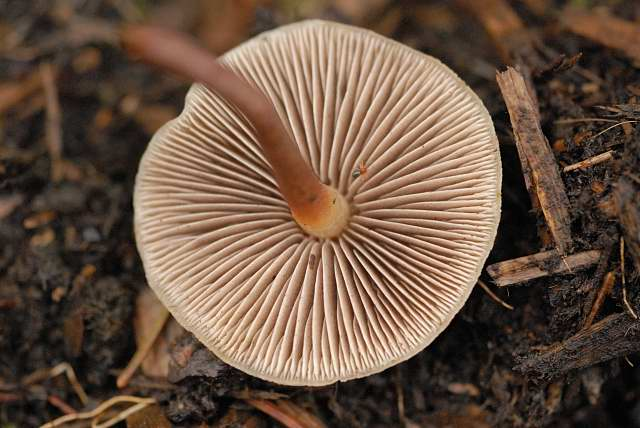
!Hypholoma ericaeoides!

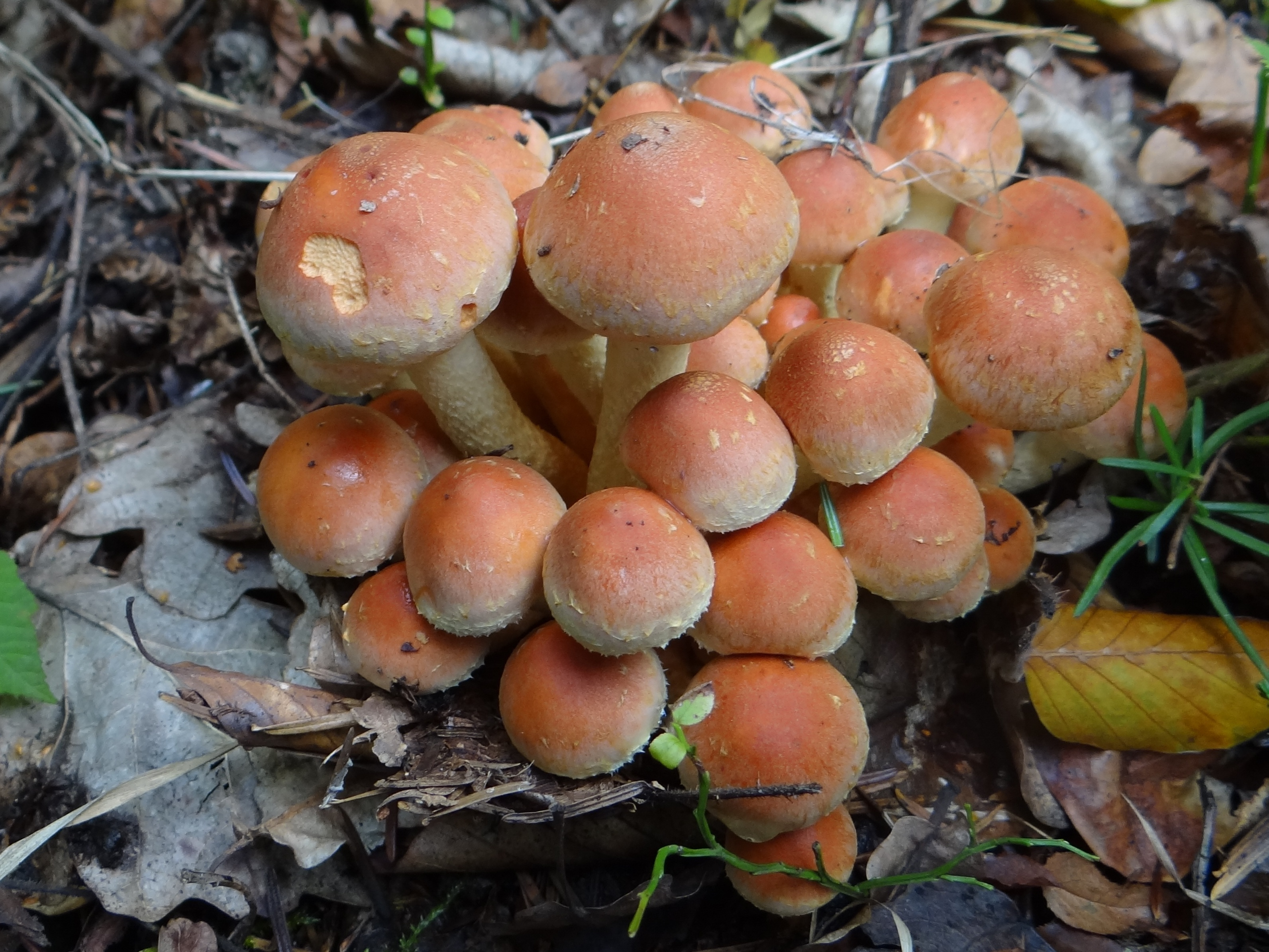
!!Hypholoma lateritium!!
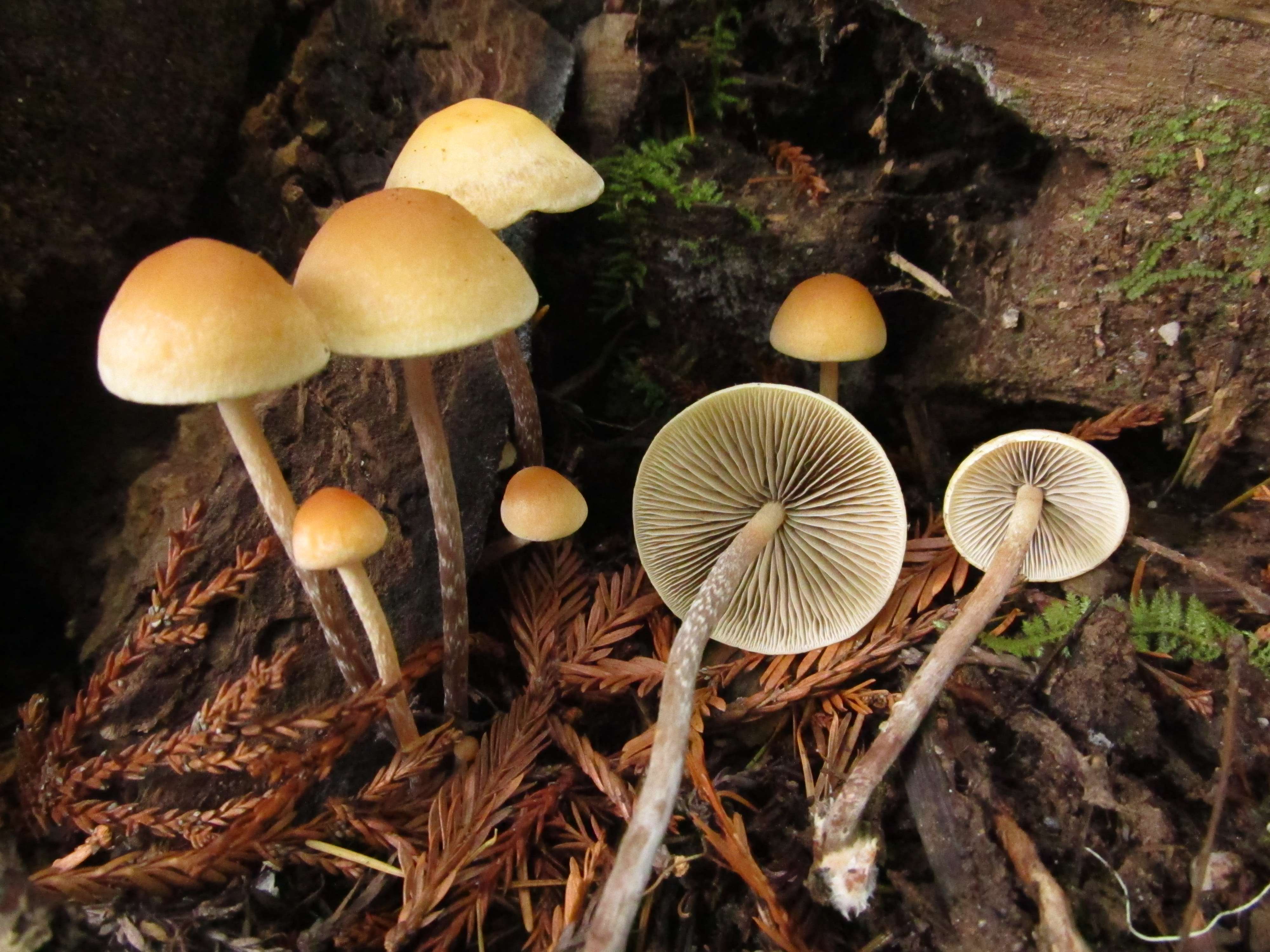
!Hypholoma marginatum!
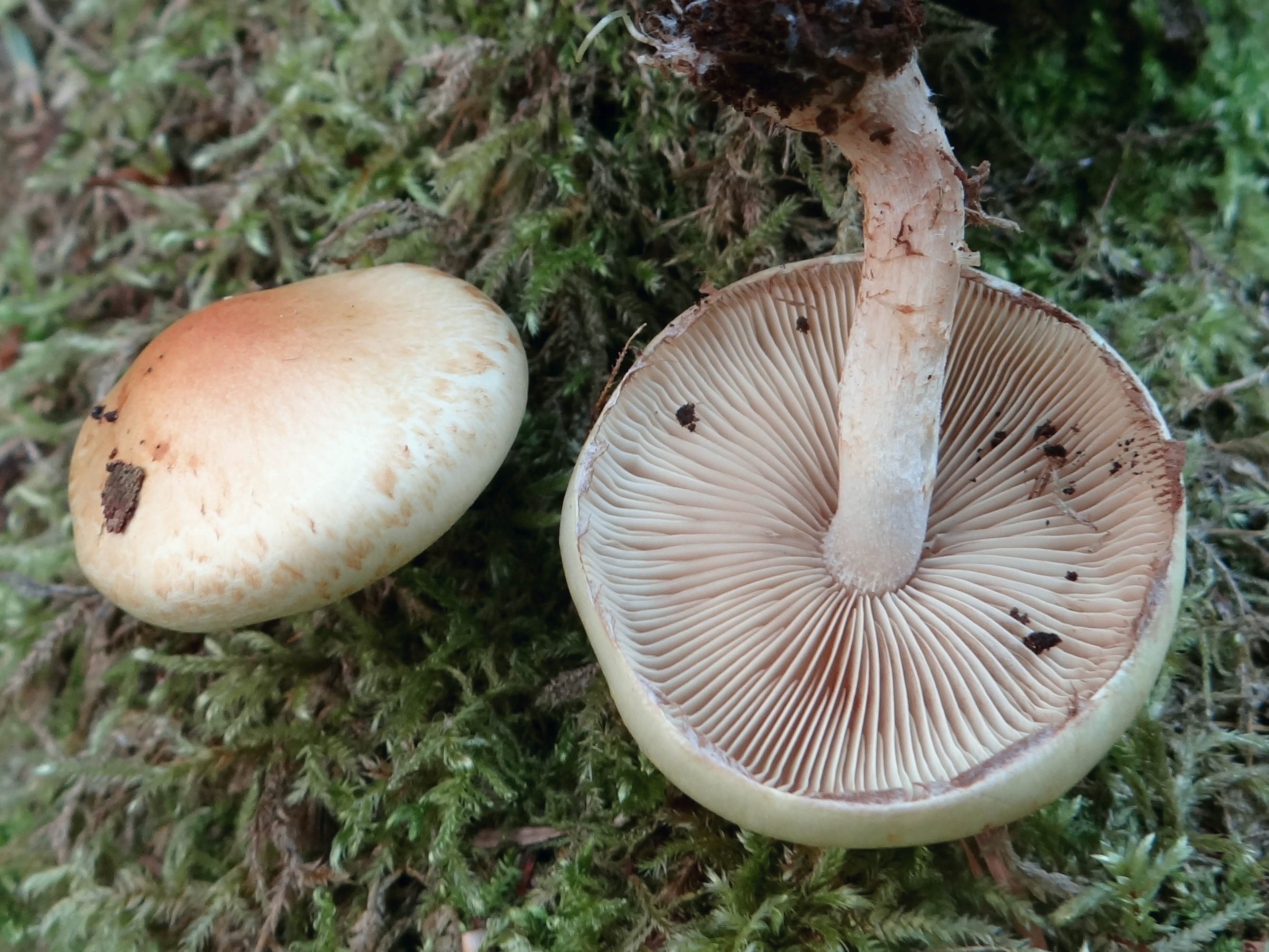
!Hypholoma radicosum sin. epixanthum!
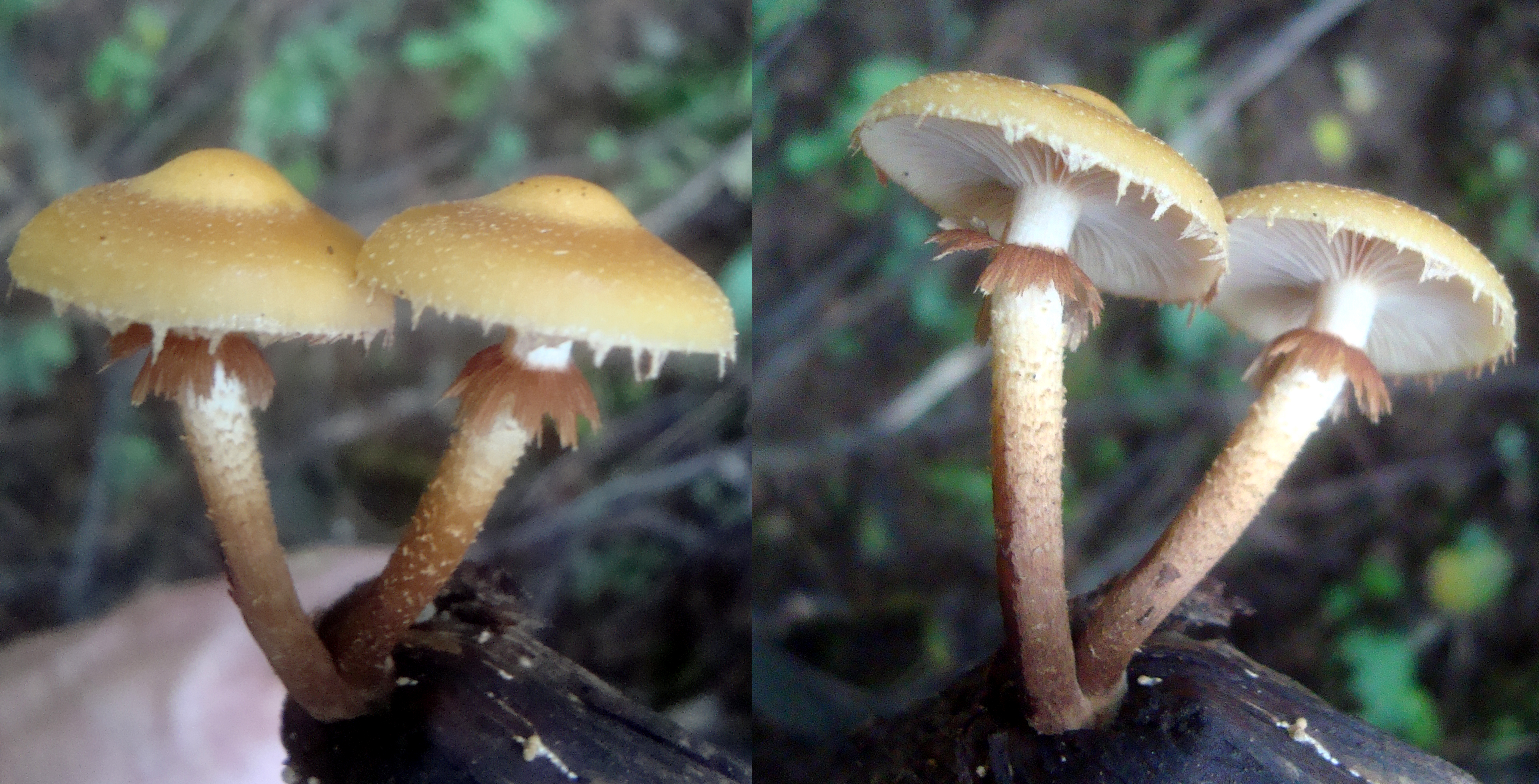
Kuehneromyces mutabilis
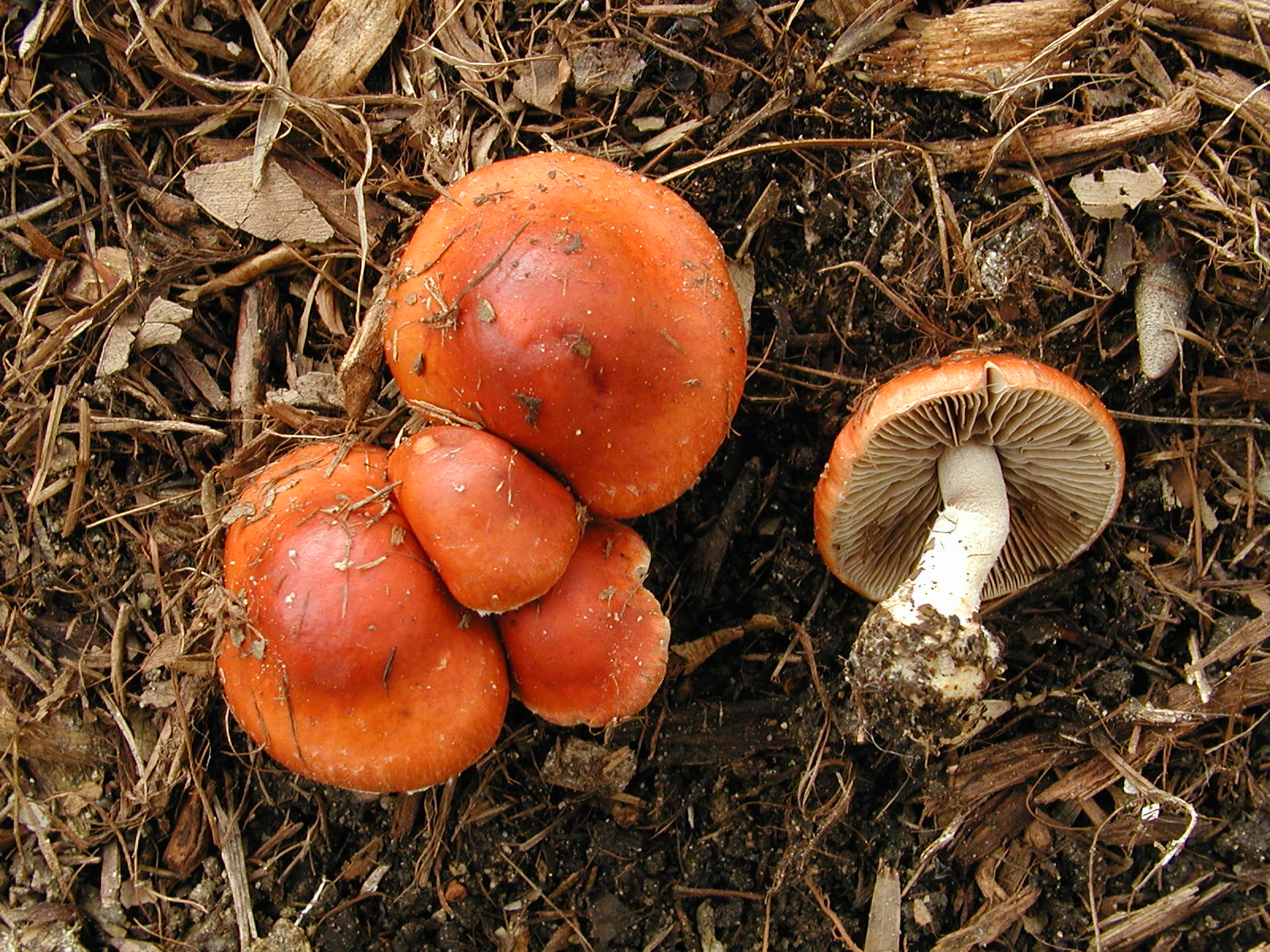
!Stropharia aurantiaca!
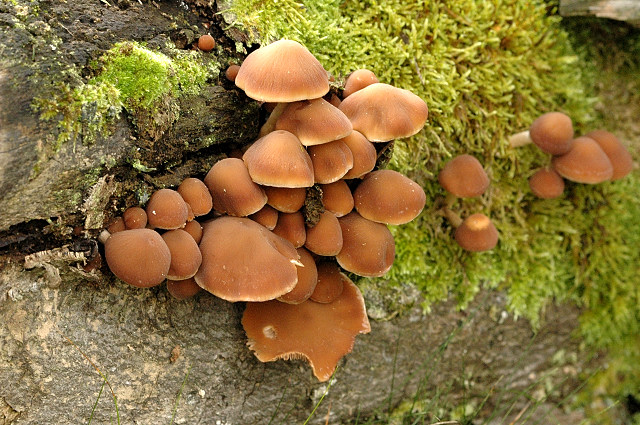
Psathyrella piluliformis

## Toxicitate
Consumarea acestei ciuperci poate provoca gastroenterite severe, tulburări de vedere și, în experimente cu șoareci, chiar paralizie (datorită conținutului de fasciculol E și F. Primele simptome apar după 5-10 ore de la ingerare (diaree, greață, vărsături, proteinurie, colaps, dureri abdominale). Mai departe, extractul ciupercii a arătat în laborator un efect inhibitor față trombinei. Faptul, cä buretele își pierde amăria în timpul pregătirii o face astfel de periculoasă. În caz de incertitudine se recomandă de a lua o probă a ciupercii proaspete.
Decese raportate, cauzate unei insuficiențe hepatice și/sau renale s-au ivit false, fiind rezultatele unei confuzii cu Galerina marginata.

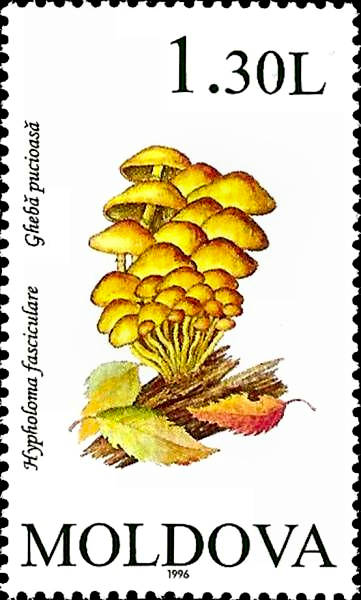
Ghebă pucioasă, R. Moldova